# Estadio Ángel Llego "Gello" Zubieta Valenzuela
El Estadio Ángel «Gello» Zubieta Valenzuela es un estadio de béisbol donde jugaba de local el equipo Guerreros de Tabasco, se localiza en la ciudad de Tenosique de Pino Suárez, en el municipio del mismo nombre, en el Estado de Tabasco, en México.  
Dicho estadio fue bautizado con ese nombre en honor a Ángel «Gello» Zubieta Valenzuela, mismo que es originario de dicha ciudad, y que en la década de los 1970-1980 se destacó como ampayer de la Liga Mexicana de Béisbol, misma que lo nombró «ampayer del Año» en 1980 por su labor como tal.